# 堀鉞之丞
堀 鉞之丞（ほり えつのじょう、1863年1月17日（文久2年11月28日） - 没年不明）は、愛知英語学校出身の理学士。儒学者・堀杏庵の子孫にあたる。
1885年（明治18年）東京大学理学部卒業。1891年（明治24年）、衛生試験所技師。第一高等学校教授。1908年10月30日から1914年4月30日まで尾張徳川家の御相談人、1914年9月から同家の家令を務め、1917年に明倫中学校と附属博物館を愛知県に譲渡し、名古屋の同家所有地の整理・処分を進めるなど、家政改革を推し進めた。

## 尾張徳川家の家政改革
1914年（大正3年）5月に尾張徳川家の家令となると、前年に東京麻布区富士見町に新居を構えていた同家第19代当主・徳川義親の意を受けて、名古屋市大曽根から東京への拠点移転に向けて、家政改革を進めた。
- 1917年（大正6年）には、同家の御相談人会で、東京における徳川生物学研究所の設立に伴い、1900年に大曽根に開設していた明倫中学校と同校附属博物館を愛知県へ移管することが決議され、同年11月に愛知県との交渉が妥結[6]。
- 1917年以降、名古屋の所有地の整理を大々的に行なった[5]。
  - 1917年、樋ノ口町の貸家を処分[7]。
  - 1919年に鉄道省へ大曽根新出来町の土地を売却[7]。
  - 同年9月に新出来町東御邸を取り壊し[7]。
  - 1921年、宝蔵1棟を覚王山日泰寺に、一部を載（戴？）恩会[8]に寄付[9]。
  - 1922年、46,000坪の土地を尾陽土地会社に売却[9]。
  - 1923年、大曽根邸の神殿を長栄寺に寄附した[9]。

所有地整理の結果、名古屋では大曽根邸に尾張徳川家の最低限の拠点が集約されることになった。
- 1919年12月には同家の御相談人会で「美術館の建設資金と維持費を得るため、什器の一部を売却すること」が決議され[10]、これを受けて1920年1月に義親が大曽根邸内に私立博物館を建設する計画を発表[11]。堀は高橋箒庵に売り立ての世話を依頼して、重複品や不要品を中心に什器売却の準備を進め、1921年11月に東京美術倶楽部・名古屋美術倶楽部で入札を実施[12]。売上金57万2千円は「美術館設立準備金」として運用され、のちに徳川美術館の設立・運営に充てられることとなった[13]。

## 著書
- 堀, 鉞之丞、岩崎, 寿次郎 著、堀鉞之丞・岩崎寿次郎 編『有機化学教科書』六盟館、1910年。前編：NDLJP:830960 後編：NDLJP:830961。
- 堀, 鉞之丞、菅沼, 市蔵 著、堀鉞之丞・菅沼市蔵 編『化学実験教科書』六盟館、1905年。NDLJP:830577。